# Petite Noir
Petite Noir (* 24. August 1990 in Brüssel als Yannick Diekeno Ilunga) ist ein in Südafrika aufgewachsener, kongolesisch-belgischer Sänger und Songwriter.

## Wirken
Petite Noir begann seine musikalische Karriere 2009 mit dem Plattenproduzenten Terrence Pearce im Musikduo Popskarr, das zwischen 2009 und 2012 mehrere Singles veröffentlichte. Seine erste Solosingle „Till We Ghosts“ wurde 2012 veröffentlicht (sie wurde auf seiner 2015 erschienenen EP The King of Anxiety wiederveröffentlicht). Im Mai 2013 veröffentlichte der englische Hip-Hop-Künstler Wretch 32 einen Remix von Petite Noirs Song „Blackout“. Petite Noir veröffentlichte 2013 „Noirse“; im November 2013 erschien ein Remix von „Noirse“ auf dem Kompilationsalbum Saint Heron. Im Jahr 2014 veröffentlichte Petite Noir einen Titel namens „Chess“, der später sowohl auf The King of Anxiety als auch in seinem Studioalbum La vie est belle / Life Is Beautiful enthalten war, das er 2015 vorlegte. 2023 erschien sein zweites Album MotherFather, an dem er Theo Croker beteiligte.

## Diskographische Hinweise
- La vie est belle / Life Is Beautiful (Double Six Records 2015)
- La Maison Noir / The Black House (Roya Records, 2018)
- MotherFather (Roya Records, 2023)